# Sojuz 5 (kosmická loď)
Sojuz 5 byla sovětská kosmická loď typu Sojuz o hmotnosti 6585 kg, která se spojila s Sojuzem 4. Byla 28. pilotovanou lodí z naší planety.

## Posádka
- Boris Volynov - velitel

Pouze start
- Alexej Jelisejev (pouze při startu)
- Jevgenij Chrunov (pouze při startu), inženýr výzkumník, první let

### Záložní posádka
- Anatolij Filipčenko - velitel
- Viktor Gorbatko
- Valerij Kubasov

## Výstup do otevřeného vesmíru
- EVA 1 - Jelisejev a Chrunov
  - začátek - 16. ledna 1969 12:43:00 UTC
  - konec - 16. ledna 1969 13:15 UTC
  - trvání - 37 minut

## Start
Loď s trojicí kosmonautů odstartovala ráno 15. ledna 1969 z kosmodromu Bajkonur, hodinu po startu lodě Sojuz 4.

## Průběh letu
Spolu s Volynovem byli na palubě také letečtí technici Jelisejev a Chrunov, kteří ale na oběžné dráze Země přestoupili na Sojuz 4. V průběhu letu se na Sojuzu 5 prováděly vědecké, technické a medicínsko-biologické výzkumy, kontrolovaly a testovaly se palubní systémy a konstrukční prvky modulu. Pak následovalo spojení se Sojuzem 4 ve výšce 209-250 km nad Zemí a přesun dvou kosmonautů mezi Sojuzem 5 a Sojuzem 4 na oběžné dráze. Sojuz 5 byl v tomto spojovacím manévru pasivní lodí. Volacím znakem této lodi byl Bajkal. V době spojení obou lodí byl vytvořen komplex první experimentální orbitální stanice na světě o hmotnosti 12 924 kg. Po odchodu obou kolegů zůstal na palubě Sojuzu 5 Volynov sám a ráno 18. ledna přistál na padáku v kabině lodi 200 km jihozápadně od Kustanaje v Kazašské SSR. Sojuz 5 absolvoval 49 oběhů Země.